# 생방송 게임천국
《생방송 게임천국》은 대한민국의 KBS에 방송됐던 시청자가 참여하는 오락 프로그램이다.
1994년 8월 14일에 시범 편성하였으나, 1994년 가을 개편에 《생방송 게임천국 TV-i》의 정규 편성이었으며, 1995년 개편에 따라 《생방송 게임천국》으로 바뀌었으며, 1996년 3월 2일에 폐지하였다.

## 기획 의도
컴퓨터에 대한 시청자의 관심을 수용하고, 시청자가 직접 참여할 수 있는 대화형 컴퓨터 게임 프로그램 형식을 온가족이 함께하는 연령층이다.

## 방송 일정
- KBS 2TV - 1994년 8월 14일 ~ 매주 일요일 오후 5시
- KBS 2TV - 1994년 10월 15일 ~ 1996년 3월 2일 : 매주 토요일 오후 5시 ~ 6시

## 에피소드 목록

### 1994년
| 방송 일시 | 게스트                         | 게임 이름                                           | 비고 |
| --------- | ------------------------------ | --------------------------------------------------- | ---- |
| 11월 25일 | 정재환, 신주은, 김혜림, 김세준 | 통코, 토끼와 거북이, 피와 기티, 환상의 불꽃, 세균전 |      |

### 1995년
| 방송 일시 | 게스트            | 게임 이름                                                 | 비고 |
| --------- | ----------------- | --------------------------------------------------------- | ---- |
| 3월 18일  | 故 서지원, 이유리 | 대결 격투기, 세균전, 코비와 코미, 페인트맨, 스카이와 리카 |      |
| 4월 15일  | 이동우, 이예린    | 캡틴킹, 세균전, 격투기, 페인트맨                          |      |

## 역대 게임
- 통코
- 피와 기티
- 대결 똑이 순이
- 전투로봇 시카토
- 뚝이와 순이의 풍선 터뜨리기
- 슈퍼걸 세리
- 뭉치 깨비
- 일루런 블레이즈
- 젝섹스
- 썬더포스 3
- 썬더포스 4
- 그날이 오면
- 중장기병 발켄
- 전륜기병 자카토
- 팝픈 트윈비
- 스카이와 리카
- 토끼와 거북이
- 대결격투기
- 세균전
- 코비와 코미
- 캡틴켕
- 페인트맨

## 역대 진행자
- 이경실 (1994년)
- 손범수 (1994 ~ 1996년)
- 박미선 (1994 ~ 1995년 2월[1])
- 김수정
- 이성미

## 목소리
- 故 장정진

## 참고 사항
- 정보통신기술 발달로 초고속인터넷 · 이동통신 · 스마트폰 · 유튜브 · 인터넷 방송인 등장하는 이전 시기에 방영분이다.

## 같이 보기
- 달려라 코바 (SBS, 1994 ~ 1996년)